# Coronavirusul sindromului respirator din Orientul Mijlociu
Coronavirusul sindromului respirator din Orientul Mijlociu (în engleză: MERS-CoV - Middle East respiratory syndrome coronavirus) numit și EMC/2012 (HCoV-EMC/2012) este un virus învelit din genul Betacoronavirus, familia coronaviride,  cu genom ARN monocatenar liniar cu sens + descoperit pentru prima oară în 2012 în Arabia Saudită care infectează oamenii provocând o afecțiune respiratorie virală denumită sindromul respirator din Orientul Mijlociu (în engleză: MERS - Middle East Respiratory Syndrome).   

## Epidemiologie
Virusul MERS-CoV se pare că circulă în întreaga Peninsula Arabica, în special în Arabia Saudită, unde se află cea mai mare parte a cazurilor raportate din 2012 (> 85%). Cazuri umane au fost observate în Arabia Saudită, Qatar, Oman, Kuweit, Yemen, Iordania, precum și în diferite țări din Europa și Africa de Nord, la călătorii care se întorc din regiunile endemice. Din 2012, au fost raportate aproape 1400 de cazuri cu sindrom respirator din Orientul Mijlociu în 26 de țări: în 2012 în Germania, Iordania, Arabia Saudită și Regatul Unit; în 2013 în Germania, Arabia Saudită, Emiratele Arabe Unite, Franța, Italia, Kuweit, Oman, Qatar, Marea Britanie, Tunisia; în 2014 în Algeria, Arabia Saudită, Austria, Egipt, Emiratele Arabe Unite, Grecia, Iran, Iordania, Kuwait, Liban, Malaezia, Olanda, Oman, Qatar, Turcia, Yemen; în iulie 2015 în Germania, China, Emiratele Arabe Unite, Iran, Oman, Filipine, Qatar, Republica Coreea, Thailanda. Actualul focar din Republica Coreea este cel mai important observat în afara Orientului Mijlociu.  
Dromaderii sunt adesea infectați cu virusul MERS-CoV și îl elimină prin secrețiile lor nazo-faringiene, ceea ce explică faptul că sindromul respirator din Orientul Mijlociu afectează în principal persoanele care au fost în contact cu aceste cămile. Ca și la majoritatea coronavirusurilor din genul Betacoronavirus, gazdele obișnuite ale virusului MERS-CoV sunt liliecii, care sunt probabil rezervorul natural al virusului, dromaderii infectați probabil fiind doar gazdele intermediare. Cu toate că majoritatea cazurilor de MERS la om sunt atribuite transmiterii interumane, cămila pare a fi o gazdă importantă a virusului Mers-CoV și o sursă animală a infecției la om. Totuși, rolul precis pe care cămilele îl joacă în transmiterea virusului și modul exact de transmitere nu este cunoscut. Virusul nu pare a se propaga cu ușurință de la o persoană la alta, transmiterea are loc numai în caz de contact direct cu o persoană infectată, mai ales în unitățile medicale în cazul în care asistență medicală este acordată pacienților fără protecție specială.  

## Manifestări clinice
După o incubație de 8 - 12 zile, tabloul clinic al sindromului respirator din Orientul Mijlociu debutează printr-o pneumonie banală cu febră, frisoane, mialgii, cefalee, tuse, dispnee, si poate duce la o detresă respiratorie acută sau uneori la o insuficiență renală. Au fost semnalate de asemenea simptome gastrointestinale, inclusiv diareea. În aproximativ 36% din cazuri cu infecția MERS-CoV survine decesului pacientului.  

## Diagnosticul
Diagnosticul se bazează pe tehnici de biologie moleculară.  

## Tratamentul
Tratamentul este simptomatic. În prezent nu este disponibil nici un tratament specific antiviral, cu excepția ciclosporinei A. Vaccinurile sunt în curs de evaluare.  

## Legături externe
- MERS CoV. Centrul National de Supraveghere si Control al Bolilor Transmisibile. Institutul Național de Sănătate Publică.
- Middle East respiratory syndrome coronavirus (MERS-CoV). Organizația Mondială a Sănătății
- Coronavirus infections. European Centre for Disease Prevention and Control (ECDC)
- Middle East Respiratory Syndrome (MERS). Centrul pentru Prevenirea și Controlul Bolilor (CDC)
- Coronavirus: măsuri speciale pentru pelerini. Viața Medicală[nefuncțională]
- MERS-CoV Complete Genome
- Emerging viruses Arhivat în 24 februarie 2007, la Wayback Machine.
- Molecular Illustration of MERS-Coronavirus

## Vezi și
- Sindromul respirator din Orientul Mijlociu
- Gripa aviară - A (H5N1)